# Cabra salvatge de Portugal
La cabra salvatge de Portugal (Capra pyrenaica lusitanica) és una subespècie extinta de la cabra salvatge ibèrica que visqué antigament als monts de Portugal, a més de Galícia, Astúries i parts de la Serralada Cantàbrica. Es diferenciava de les altres subespècies de cabra salvatge pel fet que tenia les banyes la meitat de llargues però el doble d'amples, amb les bases molt properes. Era aproximadament la meitat de llarga que la cabra pirinenca. S'extingí a finals del segle xix. Des del 1992 s'han reintroduït subespècies properes de cabra salvatge ibèrica a Galícia i Portugal per ocupar el mateix nínxol ecològic que la cabra salvatge de Portugal.